# Günter Zabel
Günter Zabel (* 11. Dezember 1926 in Weißenfels; † 12. August 2020 in Michelstadt) war ein deutscher Pädagoge und Politiker (SPD).

## Leben
Günter Zabel wurde in Weißenfels an der Saale geboren. Seine Eltern waren Elly Zabel, geborene Göbel, und der Lehrer Otto Zabel. Nach dem Besuch der Oberrealschule absolvierte Zabel ein Studium an den Pädagogischen Hochschulen in Halle und Weilburg. 1953 siedelte er nach Westdeutschland über. Er war evangelisch, trat später in den Schuldienst ein, war von 1957 bis 1974 als Lehrer in Kailbach tätig und wurde anschließend Rektor einer Grundschule in Erbach. Zabel war Mitglied der Freimaurerloge Zu den drei Sternen im Odenwald in Michelstadt, wo er auch lebte. Er war ab 1950 mit Erika Zabel, geborene Plenz, verheiratet. Aus der Ehe ging der Sohn Karl-Heinz Zabel hervor.

## Parteien
Zabel beantragte am 1. Mai 1944 die Aufnahme in die NSDAP und wurde rückwirkend zum 20. April desselben Jahres aufgenommen (Mitgliedsnummer 10.089.176).
Zabel war seit 1962 Mitglied der SPD, ab 1975 Unterbezirksvorsitzender, ab 1980 stellvertretender Vorsitzender der Landtagsfraktion, seit 1990 Ehrenvorsitzender der SPD Odenwaldkreis und seit 1993 Ehrenmitglied der SPD Kreis Weißenfels.

## Abgeordneter
Zabel war seit 1964 Kreistagsmitglied des Odenwaldkreises. Er wurde 1968 zum Vorsitzenden der SPD-Kreistagsfraktion und 1977 zum Kreistagsvorsitzenden gewählt.
Er gehörte dem Hessischen Landtag von 1974 bis 1991 an, war dort 1980 bis 1987 stellvertretender Vorsitzender der SPD-Fraktion und 1984 bis 1990 Vorsitzender des Haushaltsausschusses. Ab 1977 war er Präsident des Hessischen Landkreistages. Von 1994 bis 2002 war er Vorsitzender der Vereinigung ehemaliger Abgeordneter des Landes Hessen, seit 2002 Ehrenvorsitzender der Vereinigung.

## Ehrungen und Auszeichnungen
- 1969 Goldenes Sportabzeichen
- 1984 Bundesverdienstkreuz am Bande des Verdienstordens der Bundesrepublik Deutschland
- 1990 Bundesverdienstkreuz 1. Klasse des Verdienstordens der Bundesrepublik Deutschland[4]
- Ehrenplakette des Odenwaldkreises in Gold (Nr. 1)
- Dr.-Johann-Christian-Eberle-Medaille in Gold des Sparkassenverbandes Hessen
- 2012  Willy-Brandt-Medaille[5]